# Al-Hardanah
Hardana (tiếng Ả Rập: الحردانة) là một ngôi làng Syria nằm ở phó huyện Barri Sharqi ở huyện Salamiyah, Hama. Theo Cục Thống kê Trung ương Syria (CBS), Hardana có dân số 142 trong cuộc điều tra dân số năm 2004.